# Monagas
Monagas (španjolski. Estado Monagas) je jedna od 23 savezne države Venezuele, koja se nalazi na sjeveroistoku zemlje.
Država je ime dobila po junaku Venezuelanskog rata za neovisnost i predsjedniku Venezuele u dva mandata (1847. – 1851., 1855. – 1858.) - Joséu Tadeu Monagasu, koji je rođen u tom kraju.

## Karakteristike
U Državi Monagas živi 905,443 stanovnika na površini od 28,900 km²
Monagas je sa sjeveroistoka omeđen Zaljevom Paria, s jugoistoka rijekom Orinoco, sa sjevera graniči sa saveznom državom Sucre a sa zapada Državom Anzoátegui.
Osim obalnog pojasa na sjeveru i močvara Delta Orinoca, Monagas je tipična zemlja ravničarskog Llanosa, kraj nepreglednih savana. 
Zbog tog je stočarstvo dominantno, iako ima i nešto ratarstva po sjevernim uzvisinama, gdje se uzgaja kakao, šećerna krumpir, jam, sirak, kukuruz, kava, pamuk, riža, duhan, pšenica i manioka. 
U Monagasu se nalazi jedna od najvećih turističkih atrakcija Venezuele - Nacionalni park El Guácharo, nazvan tako po istoimenoj spilji Guácharo i istoimenoj ptici uljašici (Steatornis caripensis), koja se gnijezdi u njoj. Za lokalne indijance Chaima, ta spilja je sveta, jer se oni na bazi ptičjeg glasanja iz pećine bave proricanjem.
Otkriće velikih količina nafte 1928. donijelo je duboke promjene Monagasu. Ona je otkrivena u džungli - Quiriquine, nedaleko od Maturína, administrativnog središta države. Kad je počela eksploatacija, to polje bilo je među najbogatijim u bazenu Orinoca. Danas postoji više od 100 lokaliteta,  razbacanih na ogromnom području, s kojih se crpi nafta,  početkom 1970-ih s polja Monagasa crpilo se oko 5 % venezuelanske proizvodnje nafte.
Nafta se iz istočnog Llanosa pomoću nekoliko naftovoda transportira na sjever do karipske luke Puerto La Cruz i grada Caripita, na preradu i transport brodovima. Najveći dio prirodnog plina iz bušotina, koji se ranije spaljivao, danas se transportira do Caracasa, La Guaira i Valencije za korištenje po kućanstvima i industriji.

## Vanjske poveznice
- Estado Monagas na portalu Venezuela tuya (šp.)
- Monagas na portalu Encyclopedia Britannica (engl.)